# Tiburones (FAA)

Tiburones es un equipo de fútbol americano de Argentina. 
Creado en el año 2004 forma parte de la Liga Football Americano Argentina.

## Historial
| Temporada regular | Temporada regular | Temporada regular | Temporada regular |  | Playoffs | Playoffs |
|                   | G                 | P                 | E                 |  | G        | P        |
| Corsarios         | 4                 | 1                 | -                 |  | -        | -        |
| Cruzados          | 5                 | 11                | -                 |  | 0        | 2        |
| Jabalíes          | -                 | -                 | -                 |  | -        | 1        |
| Legionarios       | 4                 | 3                 | 0                 |  | 1        | 0        |
| Osos Polares      | -                 | -                 | -                 |  | 1        | 0        |
| ----------------- | ----------------- | ----------------- | ----------------- |  | -------- | -------- |

## Historia
La conformación de los distintos planteles se obtiene de la página oficial de la liga.
2005
En el año 2005 se disputa el primer Tazón Austral. Siendo la franquicia el primer campeón del Torneo.
Draft
Vecchioli, Mariano
Trigueiro, Juan Cruz
Plantel 
| Falluca, Fernando | Bressan, Adrián  | Vecchioli, Mariano | Trigueiro, Juan Cruz | Dos Santos, Pablo |
|                   | Torres, Federico |                    | Hurden, Tomás        |                   |
| ----------------- | ---------------- | ------------------ | -------------------- | ----------------- |
2006
Franquicias
Draft
Garibaldi, Fabio
Scattamaccia, Lucas
Moravich Casais, Alejandro
Plantel
| Scattamaccia, Lucas        | Falluca, Fernando   | Bressan, Adrián      | Garibaldi, Fabio  | Woods, Tyler         |
| Moravich Casais, Alejandro | Vecchioli, Mariano  | Trigueiro, Juan Cruz | Dos Santos, Pablo | Fermin, Lucas Javier |
|                            | Aranda, Juan Carlos | Torres, Federico     | Hurden, Tomás     |                      |
| -------------------------- | ------------------- | -------------------- | ----------------- | -------------------- |
2007
En el año 2007 la Franquicia llegó a disputar el Tazón Austral contra los Legionarios, consagrándose nuevamente Campeón del Torneo.
Franquicias
Draft
Smilasky, Mariano
Blanco, Gabriel
Kotliar, Allan
Pantazis, Nicolás
Liendo, Gastón
Plantel
| Aranda, Juan Carlos  | Blanco, Gabriel            | Bressan, Adrián    | Dos Santos, Pablo   | Falluca, Fernando |
| Fermin, Lucas Javier | Garibaldi, Fabio           | Golabi, Kaveh      | Hurden, Tomás       | Kotliar, Allan    |
| Liendo, Gastón       | Moravich Casais, Alejandro | Pantazis, Nicolás  | Scattamaccia, Lucas | Smilasky, Mariano |
| Torres, Federico     | Trigueiro, Juan Cruz       | Vecchioli, Mariano | Woods, Tyler        |                   |
| -------------------- | -------------------------- | ------------------ | ------------------- | ----------------- |
2008
Franquicias
Ortega, Jorge
Kondek, Nicolás
Draft
Alcon, Matías
Batista, Juan
Plantel
| Alcon, Matias              | Angiolillo, Germán  | Aranda, Juan Carlos | Batista, Juan     | Blanco, Gabriel   |
| Bressan, Adrián            | Demirdjian, Agustín | Dos Santos, Pablo   | Falluca, Fernando | Garibaldi, Fabio  |
| Golabi, Kaveh              | Gonzalez, Gabriel   | Hurden, Tomás       | Kondek, Nicolás   | Kotliar, Allan    |
| Moravich Casais, Alejandro | Ortega, Jorge       | Pantazis, Nicolás   | Schiaffi, Juan    | Smilasky, Mariano |
| Torres, Federico           |                     | Vecchioli, Mariano  |                   | Woods, Tyler      |
| -------------------------- | ------------------- | ------------------- | ----------------- | ----------------- |
2009
Franquicias
No hubo.
Draft
Botbol, Diego
Ríos, Mariano
| Alcon, Matias    | Angiolillo, Germán         | Aranda, Juan Carlos | Batista, Juan      | Blanco, Gabriel   |
| Botbol, Diego    | Bressan, Adrián            | Demirdjian, Agustín | Dos Santos, Pablo  | Falluca, Fernando |
| Garibaldi, Fabio | Golabi, Kaveh              | Gonzalez, Gabriel   | Hurden, Tomás      | Kondek, Nicolás   |
| Kotliar, Allan   | Moravich Casais, Alejandro | Ortega, Jorge       | Pantazis, Nicolás  | Ríos, Mariano     |
| Schiaffi, Juan   | Smilasky, Mariano          | Torres, Federico    | Vecchioli, Mariano | Woods, Tyler      |
| ---------------- | -------------------------- | ------------------- | ------------------ | ----------------- |

## Actualidad
Franquicias 2010
Draft 2010 
Sananes, Hernán

## Plantel 2010
04  Falluca, Fernando
16  Garibaldi Diniz, Fabio Damián
22  Woods, Tyler
23  Moravich Casais, Alejandro
26  González, Gabriel
33  Vecchioli, Mariano
40  Calvete, Juan
52  Trigueiro, Juan Cruz
64  Rios, Mariano
72  Pantazis, Nicolás
74  Blanco, Gabriel
78  Figueroa, Hernán
83  Botbol, Diego
86  Kotliar, Allan
87  Torres, Federico
88  Hurden, Tomás
89  Smilasky, Mariano
93  Golabi, Kaveh
95  Alcon, Matías
00  Baunel, Daniel
00  De Negri, Martín
00  Bachiller, Federico
00  Bachiller, Patricio
00  Bravo, Julián
05  Sananes, Hernan

## Estadísticas 2010
| PASANDO | PASANDO | PASANDO   | PASANDO  | PASANDO | PASANDO | PASANDO | PASANDO | PASANDO |
| Jugador | Nro     | Completos | Intentos | %       | Yardas  | TD      | INT     | Rating  |
| ------- | ------- | --------- | -------- | ------- | ------- | ------- | ------- | ------- |
| ANOTACIONES | ANOTACIONES | ANOTACIONES |
| Jugador     | Nro         | Puntos      |
| ----------- | ----------- | ----------- |